# Indigoterie de l'Anse à la Barque
L'indigoterie de l'Anse à la Barque est un ensemble de maçonneries regroupant les ruines d'une indigoterie situé à Vieux-Habitants en Guadeloupe.

## Localisation
L'indigoterie se situe au lieu-dit Anse à la Barque, à proximité de la côte et d'une rivière (la ravine Renoir), sur le territoire de la commune de Vieux-Habitants à la limite de celui de Bouillante. Il s'agit de la seule indigoterie dont des restes aient été retrouvés en Basse-Terre contrairement à la Grande-Terre ou à Marie-Galante qui présentent plusieurs sites.

## Historique
Construite au milieu du XVIIe siècle, l'indigoterie présente une structure classique avec la présence d'une trempoire, d'une batterie mais l'absence de reposoir a été relevée.
Les vestiges présentent aussi deux cuves en pierre maçonnées à la chaux. Des études archéologiques en 2006 ont montré que l'indigoterie a été abandonnée au XVIIIe siècle.
Elle est inscrite au titre des monuments historiques en 2012.